# Cosmetus delicatus
Cosmetus delicatus is een hooiwagen uit de familie Cosmetidae.